# Julio Alberto Zamora
Julio Alberto Zamora Ureña (* 11. März 1966 in Rosario) ist ein ehemaliger argentinischer Fußballspieler auf der Position eines Stürmers.

## Leben
Seinen ersten Profivertrag erhielt Zamora 1985 bei seinem Heimatverein Newell’s Old Boys, bei dem er zunächst bis 1987 spielte und zu dem er später noch zweimal zurückkehrte. Seine erfolgreichste Zeit bei den „Old Boys“ war seine zweite Etappe zwischen 1990 und 1993, als er mit seinem Heimatverein zweimal die argentinische Fußballmeisterschaft gewann und 1992 die Finalspiele um die Copa Libertadores erreichte, die (nach 1:0 und 0:1) etwas unglücklich im Elfmeterschießen gegen den brasilianischen Vertreter FC São Paulo verloren wurden.
Da Zamora bereits in der Saison 1989/90 mit Rekordmeister River Plate den Meistertitel gewonnen hatte, gewann er insgesamt dreimal die argentinische Fußballmeisterschaft.
1993 gehörte Zamora zum Kader der argentinischen Fußballnationalmannschaft, die die Copa América gewann, kam bei diesem Turnier allerdings nicht zum Einsatz.
Unmittelbar nach diesem Turnier wechselte Zamora in die mexikanische Liga zum CD Cruz Azul, bei dem er bis Ende 1996 unter Vertrag stand, bevor er zum dritten Mal für die Newell’s Old Boys spielte.
Nach einer Zwischenstation beim bolivianischen Club Jorge Wilstermann beendete Zamora seine aktive Laufbahn beim Club Atlético Platense.

## Erfolge

### Verein
- Argentinischer Meister: 1989/90, 1990/91, Clausura 1992

### Nationalmannschaft
- Sieger der Copa América: 1993